# Barjanska cesta
Barjanska cesta (deutsch: Barjestraße, wörtlich „Moorstraße“) ist der Name einer der längsten Straßen in Ljubljana, der Hauptstadt Sloweniens. Sie führt vom Zentrum durch die Stadtbezirke Vič und Trnovo nach Süden zum Autobahnkreuz Ljubljana-center.

## Geschichte
Im Stadtplan von 1910 existiert der Abschnitt der Barjanska cesta von ihrem Anfang bis zur Gradaščica unter der Bezeichnung Gorupova ulica. 
Ihre heutige Trasse existiert seit 2007 nach Eröffnung der Brücke über die Gradaščica (Most čez Gradaščico)/Barjebrücke (Barjanski most).

## Lage
Die Barjanska cesta beginnt an der Kreuzung von Aškerčeva cesta, Zoisova cesta und Slovenska cesta, deren Verlängerung sie ist. Sie endet an der Abzweigung der Curnovska ulica am Autobahnkreuz Ljubljana-center. 

## Abzweigende Straßen
Von Nord nach Süd münden folgende Querstraßen in die Barjanska cesta ein: Mirje kreuzt, Finžgarjeva ulica und Gradaška ulica kreuzen vor der Barjebrücke, Kolezijska ulica kreuzt, Riharjeva ulica und Ziherlova ulica, Staretova ulica, Cesta v Mestni log und Kopačeva cesta; Cesta dveh cesarjev und Pot na Rakovo jelšo kreuzen nach Überquerung des Mali graben.

## Bauwerke
Die wichtigsten Bauwerke entlang der Straße sind von Norden nach Süden:
- Französische Botschaft[1]
- Schulzentrum Ljubljana (Šolski center Ljubljana), Zugang von Aškerčeva[2]
- Römische Mauer
- Barjebrücke: Brücke über die Gradaščica (Most čez Gradaščico/Barjanski most)[3][4]
- Gradaščica-Park[5][4]
- Denkmal für die Gefallenen des Nationalen Befreiungskampfes (Spomenik Žrtvam NOB) von Jože Plečnik